# 馬約-達奈州
10°20′N 15°14′E / 10.333°N 15.233°E

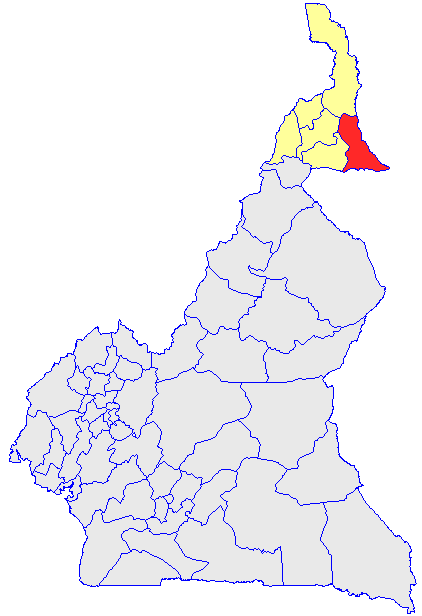

馬約-達奈州（法語：Mayo-Danay），是喀麥隆的58個州份之一，位於該國北部，由極北區負責管轄，西面是馬約-卡尼州，面積5,303平方公里，2005年人口529,061，人口密度每平方公里99.8人。